# Santa Gertrudis, Tamaulipas
Santa Gertrudis är en ort i Mexiko.   Den ligger i kommunen Güémez och delstaten Tamaulipas, i den centrala delen av landet, 500 km norr om huvudstaden Mexico City. Santa Gertrudis ligger 201 meter över havet och antalet invånare är 325.
Terrängen runt Santa Gertrudis är platt. Runt Santa Gertrudis är det glesbefolkat, med 11 invånare per kvadratkilometer. Närmaste större samhälle är Ciudad Victoria, 18,5 km söder om Santa Gertrudis. Omgivningarna runt Santa Gertrudis är en mosaik av jordbruksmark och naturlig växtlighet.